# Gesta Tancredi
Gesta Tancredi in expeditione Hierosolymitana (Els fets de Tancred a les croades), generalment anomenat simplement Gesta Tancredi, és un text històric en llatí que combina la prosa i el vers, obra de Raül de Caen. Es tracta d'un text important per conèixer els fets de la Primera Croada amb alguns esdeveniments posteriors detallats, un dels sis textos del bàndol cristià que la narren de primera mà.

## L'autor
Raül (n. abans del 1079 – m. després del 1130) era nadiu de Caen, població del Ducat de Normandia. Fou alumne d'Arnulf de Chocques, el qui seria més tard patriarca de Jerusalem. Arnulf marxà a la croada amb el grup del duc Robert II de Normandia. Raül havia estat capellà de Bohemon de Tàrent i quan aquest tornà de la primera croada i començà el reclutament per la campanya del 1107, Raül s'allistà. Bohemon l'assignà al servei del seu nebot Tancred de Galilea, que fou governant del Principat d'Antioquia des del 1108 fins a la seva mort el 1112.

## Contingut de laGesta Tancredi
Tot i que la Gesta Tancredi està basada en gran part en narracions de testimonis presencials dels fets, es començà a escriure després de la mort de Tancred (11 de desembre del 1112), suposadament per evitar que pensessin que l'adulava per obtenir algun favor a canvi. Més tard els historiadors criticaren aquesta obra per trobar que era un panegíric a favor dels cavallers normands, però de fet el text és força més complicat que això.
El llibre narra els fets de les croades des de la sortida del port de Bari l'any 1096 fins al 1105, quan s'interromp durant el setge d'Apamea i no se sap si s'han perdut les pàgines finals que narrarien els sis darrers anys de la vida de Tancred o si Raül morí abans de poder-lo acabar. Tanmateix, visqué prou com per esmentar la mort de Bohemon II d'Antioquia, que fou l'any 1130.
La Gesta Tancredi, probablement per la relació propera que tenia amb Bohemon i Tancred, està centrada en les carreres militars d'aquests dos homes; encara que té una dedicatòria adreçada al seu mestre Arnulf. Aquesta és l'obra més important com a font d'informació escrita en llatí pel que fa a les campanyes dels normands en Cilícia (1097–1108), i pel que fa als inicis del Principat d'Antioquia.

## Influències i estil
És clar que Raül havia tingut una bona formació en autors clàssics llatins. A més de Virgili, el treball del qual coneixia, estava familiaritzat amb l'obra d'Ovidi, que no esdevingué un escriptor conegut fins al segle xii, i també es pot notar que havia llegir Horaci, el qual no tingué reconeixement en l'edat mitjana. Més en relació amb el tema que tracta la Gesta Tancredi podia obtenir inspiració en obres d'autors com: Titus Livi, Juli Cèsar, Lucà i Gai Sal·lusti Crisp. La seva narrativa, repartida en 157 seccions, està escrita en prosa quan relata esdeveniments, però fa servir la poesia per descriure i lamentar-se de la captura de Tancred i l'espoli del Temple de Jerusalem, moments en què refereix emprar un llenguatge més heroic i menys imparcial com seria d'esperar en un historiador.
Un altre model potser fos Dudon de Saint-Quentin, qui ja havia escrit una obra sobre els normands, combinant prosa i vers, titulada De moribus et actis primorum Normaniae ducum.
La crítica sobre l'estil és diversa, Michot va escriure sobre aquesta obra que es fa feixuga de llegir per les moltes referències a la mitologia grega que conté; Guizot, en canvi, la qualificà de molt enginyosa, un estil viu i alhora imaginatiu.

## Edicions
L'únic manuscrit que ha arribat als nostres dies fou descobert el 1716 per Edmond Martène en l'abadia de Gembloux, a Normandia. Aquest monjo encomanà la primera edició l'any següent, inclosa en el seu Thesaurus Novus Anecdotorum. Uns anys després, Muratori feu una edició més exacta inclosa en Scriptores Rerum Italicarum. Aquest darrera versió serví de base per la traducció de François Guizot, reputat historiador.
El manuscrit original, que Heinrich von Sybel considera autògraf, es conserva en la Biblioteca Reial de Bèlgica, que està a Brussel·les, amb núm. de catàleg FRBNF16604044.